# Christian Blachas
Christian Blachas, né le 16 juin 1946 à Paris et mort le 5 février 2012 à Suresnes,, est un journaliste, écrivain, chef d'entreprise, et producteur de télévision français. Il était également connu comme présentateur de l’émission Ondes de choc et l'emblématique Culture Pub, il était spécialiste de la communication, de la publicité et des médias, ayant fondé les magazines Stratégies et CB News.

## Biographie
Fils de Maurice Blachas, inspecteur des impôts, et de Maryse Grenier, Christian Blachas est élève du lycée Michelet (Vanves), diplômé de l'École française des attachés de presse (EFAP). 
Il débute en 1968 sa carrière comme journaliste à l'Agence centrale parisienne de presse (ACP). Son premier article réalisé en mai 1968 est une interview de Daniel Cohn-Bendit. En 1970, il entre au bimensuel L’Écho de la presse et de la publicité, où il est chargé de la rubrique publicité et en 1971, crée le magazine de communication Stratégies avec Patrick Bartement et Alain Lefebvre, puis le mensuel Création Magazine en 1984.
En 1986, il lance un nouveau magazine, Communication et Business et une émission de télévision sur Paris Première, puis M6, consacrée à la publicité, Ondes de choc, qu'il conçoit et coprésente avec Anne Magnien, rédactrice en chef de l'émission. Deux ans plus tard, le magazine est rebaptisé Communication CB News avant de devenir en 1995 CB News et l’émission Culture Pub. Entre-temps, Christian Blachas a fondé les sociétés CB News Édition, éditrice du nouvel hebdomadaire, et CB News TV, productrice de l'émission. Le capital est réparti entre le fondateur et certains de ses employés. CB News Édition, outre le magazine, détient alors 20 % du capital de Top-Com.salon, un salon destiné aux directeurs de la communication créé à Deauville en 1988. Malheureusement, le magazine accumule les déficits. En 1989, l’éditeur britannique Haymarket Group, qui publie notamment le magazine Campaign, acquiert 49 % du capital de CB News Édition. En 2000, CB News Édition s’associe au groupe de presse français Aguesseau Communication, dirigé par Alain Lefebvre, pour se lancer sur Internet. La même année, le groupe allemand Süddeutscher Verlag, éditeur du quotidien Süddeutsche Zeitung, prend le contrôle de 50 % du capital de CB News Édition, puis de 100 % en 2002. Christian Blachas reste président de l’entreprise et conserve le capital de CB News TV.
En 2000, CB News Édition et le groupe M6 lancent le magazine Culture Pub, adapté de l’émission de télévision. Prévu pour être un mensuel grand public, il ne rencontre pas le succès espéré et la parution est suspendue au bout de quelques numéros. 
En 1999, la société lance le portail « toutsurlacom », consacré à l'univers de la communication et, en 2004, Christian Blachas s’associe avec Margareth Figueiredo, directrice générale de CB News et le fonds d’investissement Cita, pour racheter CB News Édition. Le fondateur détient alors 35 % du capital et fonde la holding Com & Co qui chapeaute CB News Édition et CB News TV. Cette année-là, CB News a réalisé un chiffre d’affaires de 6 millions d’euros et employé 42 salariés. 
Christian Blachas est décoré en 2005 de la Légion d'honneur par Jean-Pierre Raffarin, alors Premier ministre.
En 2010, les activités de presse de la société CB News sont placées en redressement judiciaire. Le 18 novembre 2010, la société CB News est placée en liquidation judiciaire par le tribunal de commerce de Nanterre. La société emploie alors près de 70 personnes.
Christian Blachas meurt des suites d’une opération chirurgicale le 5 février 2012, à l'âge de 65 ans et il est enterré au cimetière parisien de Bagneux.
Il a deux enfants : Jordane et Cécilia.

## Radio et télévision

### Radio
- 2003 : Christian Blachas anime l’émission de radio musicale Millésime musique sur RTL.

### Télévision
- 1986-1989 : Ondes de choc coanime, successivement avec Anne Magnien, sur Paris Première, puis M6, émission produite par CB TV.
- 1991-1996 : produit Culture Rock sur M6, émission hebdomadaire.
- 1989-2005 : Culture Pub coanime, successivement avec Anne Magnien, Vladimir Donn, Roxanne Frias, Thomas Hervé, Audrey Dana et Faustine Bollaert, M6, émission produite par CB TV.
- 2008-2011 : coanime Culture Pub avec Charlotte Bricard sur NT1, émission produite par CB TV.
- La société de production CB TV réalise également des documentaires pour différentes chaînes de télévision et des films institutionnels, puis qui produit par le Vidéo Club sur TF1 ambiance de Variétés par Guy Lux pour la direction artistique de la chaîne Dominique Cantien.

## Sur Internet
2007-2012 : Christian Blachas anime l’émission Culture Pub sur www.culturepub.fr. Cette émission est diffusée le dimanche soir à 20 h sur NT1 et mise en ligne le lundi.

## Ouvrages
Christian Blachas a consacré deux livres à Elvis Presley :
- 6 juillet 1954. Le jour où la musique bascula, Éditions La Table Ronde, 2003. 1 jour, 1 livre : Olivier Barrot reçoit Christian Blachas qui vient parler de son livre « 6 juillet 1954 », sur les débuts d’Elvis Presley..
- Le Mystère Elvis, Éditions Michel Lafon, 1997, 257 pages.

### Sources
- « La 500e édition de Culture Pub célébrée dans la morosité » article de Laurence Girard paru dans Le Monde daté du 8 janvier 2005.
- « Culture pub s'arrête faute d'audience », article de Guillaume Fraissard paru dans Le Monde daté du 7 juin 2005.
- « Communication et Business devra changer son titre », article de Yves-Marie Labé paru dans Le Monde daté du 8 juin 1988
- « C. Blachas, le management et Cita Gestion reprennent CB News », article de Fatima Hazene paru dans CB News le 5 janvier 2005.
- « Christian Blachas, de Stratégies à Culture Pub », interview de Christian Blachas par Isabelle Veyrat-Masson paru dans Le Temps des médias, no 2, 2004.